# Buxus stenophylla
Buxus stenophylla är en buxbomsväxtart som beskrevs av Henry Fletcher Hance. Buxus stenophylla ingår i släktet buxbomar, och familjen buxbomsväxter. Inga underarter finns listade i Catalogue of Life.